# La Concordia kommun, Mexiko
La Concordia är en kommun i Mexiko.   Den ligger i delstaten Chiapas, i den sydöstra delen av landet, 800 km sydost om huvudstaden Mexico City.
Följande samhällen finns i La Concordia:
- El Ámbar
- Diamante de Echeverría
- Plan de Agua Prieta
- El Ramal
- Nueva Libertad
- Nuevo Resplandor
- Guadalupe Victoria
- San Nicolás
- Plan de la Libertad
- Salvador Urbina
- Monterrey
- Nuevo Paraíso
- El Altillo
- Juan Sabines Gutiérrez
- San Isidro
- San José Maravillas
- San Marcos
- Llano Grande
- Nuevo Sonora
- Nueva Jerusalén
- Perla del Grijalva
- Monte Verde Maravillas
- Piedra Blanca
- Santa Anita
- El Ciprés
- Antigua Maravillas
- San Francisco
- El Arroyón